# Словакия во Второй мировой войне
Словакия участвовала во Второй мировой войне на стороне Германии на советско-германском фронте с 1941 года, вплоть до ликвидации нацистами юридического статуса марионеточного Словацкого государства.

## Вступление во Вторую мировую войну

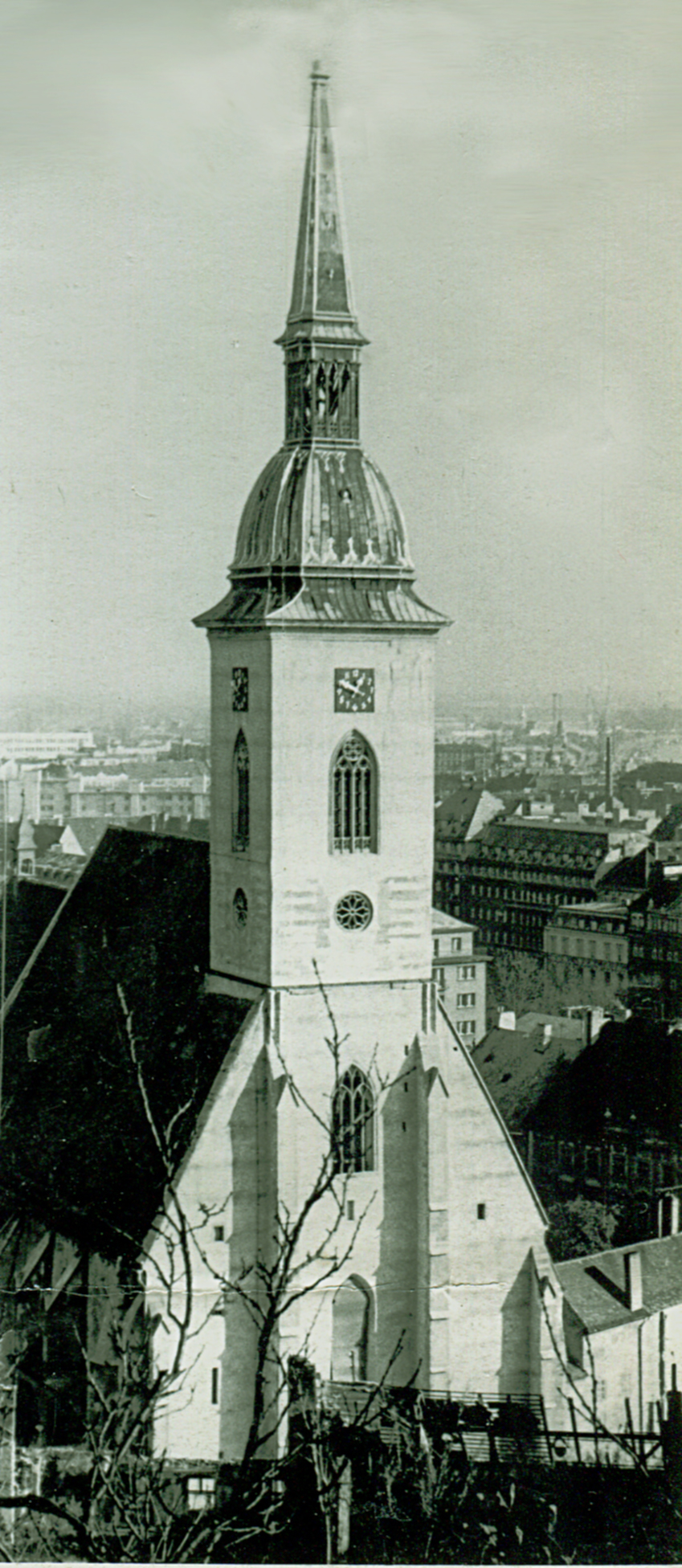
Братислава. Католический собор Св. Мартина. Место коронации императоров Священной Римской Империи и Австро-Венгрии

После Мюнхенского соглашения 1938 года словацкие сепаратистские круги во главе с Йозефом Тисо при поддержке нацистской Германии добились автономии Словакии в составе Чехословакии.
14 марта 1939 года, в тот день, когда немецкие войска оккупировали Чехию, парламент Словакии провозгласил независимость Словацкой республики. При наличии формальной независимости, историки рассматривают Словацкую республику как клиентское государство нацистской Германии, поскольку в тот же день в Берлине было объявлено, что Германская империя принимает под «охрану» Словакию.
1 сентября 1939 года Словакия оказалась единственным государством, которое в союзе с Германией напало на Польшу. Для участия в Польской кампании Словакия выставила сухопутные части численностью в 51 306 человек, 19 танков, 30 самолётов, сведённые в полевую армию «Бернолак» (три пехотные дивизии, подвижная группа «Калинчак», два артиллерийских полка, бронепоезд, несколько батальонов связи, транспорта и т. д.). Армия была передана под руководство командующего 14-й немецкой армией генерала В. Листа и принимала ограниченное участие в боях против польской армии «Карпаты» (в боевых действиях участвовали части численностью в 35 000 человек, продвижение их составило вглубь польской территории от 50 до 90 километров, был занят город Закопане и прилегающие территории). Потери в боях составили 2 словацких самолёта и был сбит 1 польский самолёт-корректировщик, 18 словацких солдат было убито, 46 ранено, 11 пропали без вести.
Готовясь к реализации плана «Барбаросса», Гитлер не брал в расчёт словацкую армию, которую считал ненадёжной и опасался братания по причине славянской солидарности. По германо-словацкому соглашению от 30 апреля 1941 года, от Словакии требовалось только обеспечивать бесперебойную переброску по своей территории германских войск.
Однако чувство соперничества с Венгрией и надежда на более благоприятное установление границ на Балканах заставили президента Словакии Йозефа Тисо просить Гитлера о присоединении словацких войск к Вермахту. Активным сторонником участия Словакии в войне против СССР был словацкий военный министр генерал Фердинанд Чатлош, который уже в конце апреля — начале мая 1941 года вёл переговоры об этом с германским командованием. Он заявил начальнику Генерального штаба Сухопутных войск Германии Францу Гальдеру при его посещении Братиславы 19 июня 1941 года, что словацкая армия к боевым действиям готова. Гальдер в ответ сообщил, что Гитлер одобряет участие Словакии в войне. Однако германское командование, зная о состоянии словацкой армии, не рассчитывало на неё и оставляло за ней лишь задачи по поддержанию порядка в оккупированных областях.
15 июня 1941 года Словакия официально подписала пакт о присоединении к странам «Оси». Страна стала «единственным католическим государством в области господства национал-социализма». Несколько позже, благословляя солдат на войну с Россией, папский нунций заявил, что он рад сообщить Святому Отцу благую весть из образцового словацкого государства, истинно христианского, которое проводит в жизнь национальную программу под девизом: «За Бога и Нацию!».
Население страны тогда составляло 1,6 миллионов, среди которых 130 000 составляли немцы. Кроме того, Словакия считала себя ответственной за судьбу словацкого меньшинства в Венгрии. Национальная армия состояла из двух дивизий и насчитывала (до начала мобилизации) 28 000 человек.

## Участие в войне
23 июня посол Словакии в СССР Юлиан Шимко официально объявил наркому иностранных дел СССР В. М. Молотову ноту о разрыве дипломатических отношений и об объявлении войны СССР. Официально в Словакии об этом было объявлено по радио 24 июня. В заявлениях словацких политиков вступление в войну объяснялось сохранением самых дорогих ценностей национальной жизни: веры, христианско-католической церкви и независимости, необходимости борьбы против большевизма, борьбы во имя справедливости, порядка и социального прогресса. В современной Словакии ряд историков (П. Мичианик, М. Лацко) эти расплывчатые неконкретные причины оправдывают тем, что Словакия вступила в войну в ответ на «агрессивные захватнические планы СССР», в случае осуществления которых все словацкие религиозные, национальные и культурные ценности были бы уничтожены большевиками; хотя никаких планов агрессии СССР против Словакии не найдено и по сей день.

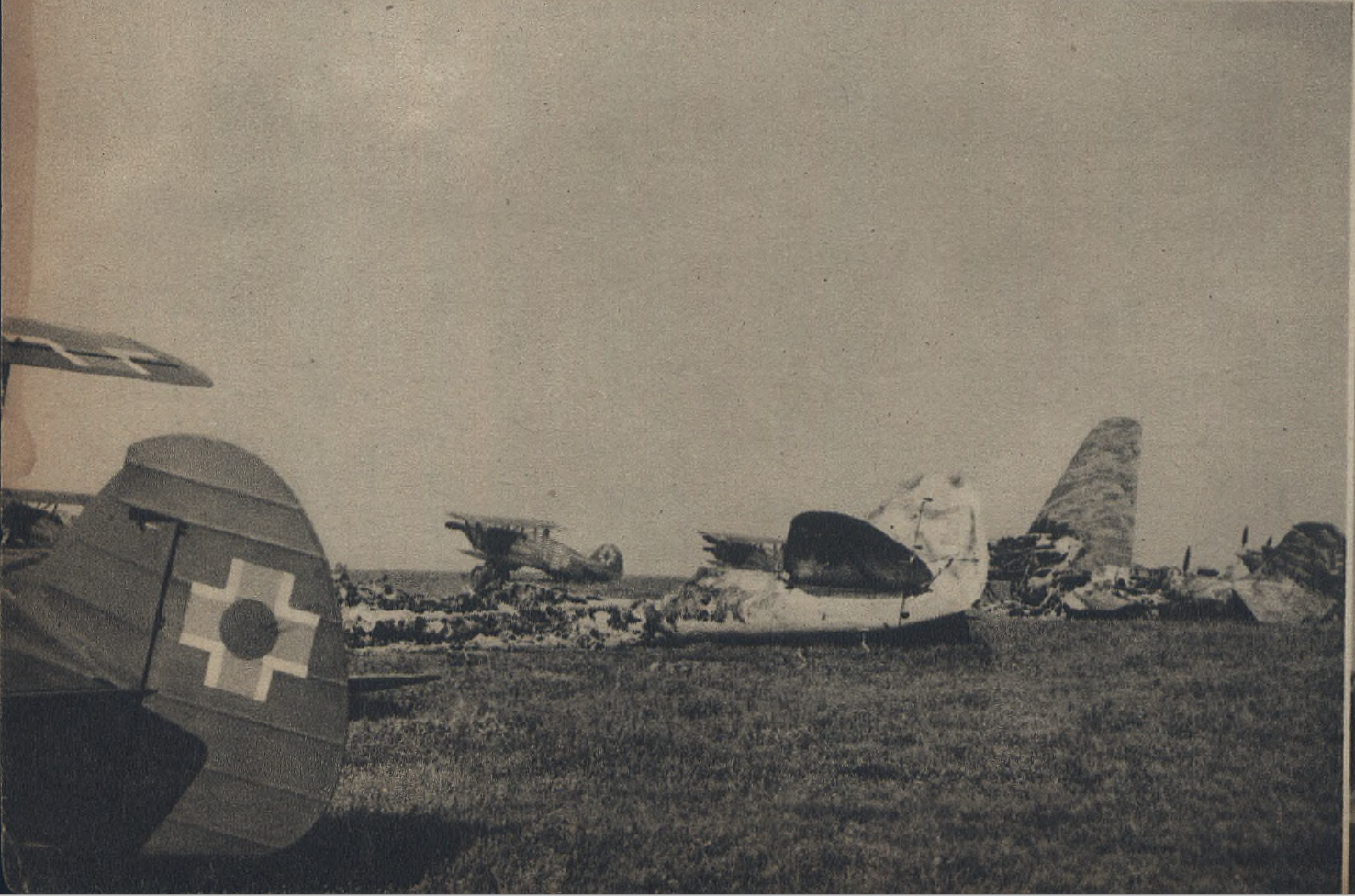
ВВС Словакии на территории Украинской ССР, 2 августа 1941 года

В Словакии была проведена мобилизация, численность армии увеличена до 90 533 человек. В ней имелись только лёгкие танки: 21 танк LT-40 и 36 танков LT-35. С 1 июля 1941 года началась отправка на фронт Словацкого экспедиционного корпуса под командованием генерала Фердинанда Чатлоша. Корпус состоял из двух дивизий и входил в состав 17-й немецкой армии группы армий «Юг». Армии было сказано, что она не намерена воевать с русским народом или против славянской идеи, но со смертельной опасностью большевизма.
В июле 1941 года общая численность Словацкого экспедиционного корпуса составляла 41 739 военнослужащих, по другим данным, была существенно выше — 50 685 солдат и офицеров.
Однако, уже переброска словацких войск на фронт выявила крайне низкий уровень подготовки словацких офицеров и солдат, не говоря об их устаревшем вооружении. Словацкие войска просто не поспевали за соединениями вермахта. Поэтому Чатлош был вынужден спешно сформировать «Мобильную бригаду», которая с начала июля начала участвовать в боях, наступая в направлении Винницы, Бердичева и Житомира и далее на Киев. Сам же Чатлош вместе с большинством личного состава в августе был возвращён на родину, а словацкие войска на фронте были реорганизованы. С сентября 1941 года на Востоке действовал словацкий корпусной штаб, наиболее боеспособная «Быстрая дивизия» и созданная для борьбы с партизанами «Охранная дивизия», две авиационные эскадрильи, ряд специальных частей, общая численность этих войск на конец 1941 года составляла около 15 000 человек. Командование войсками принял генерал Антон Пуланих.
Как единое целое словацкие войска на фронте не использовались. «Быстрая дивизия» (в литературе часто именуется «1-я словацкая моторизованная дивизия») после потерь в наступлении на Киев была переброшена на юг Украины и передана в резерв группы армий «Юг», где сначала выполняла задачи по охране побережья Азовского моря. Но в ноябре немцы вынуждены были вновь бросить её в бой для участия в отражении советского наступления под Ростовом-на-Дону. Зимой 1941—1942 годов словацкая дивизия держала оборону на рубеже реки Миус. В летней кампании 1942 года участвовала в Донбасской операции и в битве за Кавказ (действовала на краснодарском и туапсинском направлениях). В январе-феврале 1943 года в ходе наступления советских войск на Кавказе у станицы Саратовской 1-я словацкая моторизованная дивизия попала в окружение и понесла большие потери, в итоге остатки дивизии были спасены немцами, но утратили всё тяжёлое вооружение и технику. В этих боях перебежал на сторону РККА рядовой Мартин Дзур, ставший впоследствии генералом армии и министром национальной обороны Чехословакии. Остатки дивизии были эвакуированы в Крым, где вновь охраняли береговую линию. Осенью 1943 года дивизию вновь бросили на фронт, где она потерпела новое поражение под Мелитополем (здесь в плен сдалось 2 200 словаков). В начале 1944 года дивизия была воссоздана, выделенная из неё боевая группа участвовала в обороне Крыма весной 1944 года, остальные части были задействованы в охране коммуникаций. В июне 1944 года немцы окончательно разоружили дивизию и использовали в качестве строительных подразделений при сооружении оборонительных укреплений в Румынии.
Охранная дивизия (в литературе часто указывается как 2-я словацкая дивизия) в составе 8 500 человек принимала участие в борьбе с партизанами под Житомиром. Весной 1943 года её перебросили в Белоруссию в район Минска. На территории Белоруссии словацкие солдаты быстро попали под влияние местных партизан, которые вели среди словаков целенаправленную пропаганду, используя в ней непопулярность войны против России среди них и многочисленные факты немецких зверств на оккупированной территории. Постепенно эта работа стала давать результаты: словаки освобождали и переправляли к партизанам советских военнопленных, передавали им секретные документы и оружие (зачастую в ходе банального подкупа), сотнями солдат исчислялось дезертирство с последующим переходом на сторону партизан. Наиболее известен в данном контексте капитан Ян Налепка, который находясь в должности начальника штаба 101-го словацкого полка сотрудничал с партизанскими отрядами Р. Н. Мачульского, К. Т. Мазурова, И. А. Бельского и В. И. Козлова, а затем перешёл на их сторону. Он стал командиром партизанского отряда из бывших словацких солдат, в конце 1943 года героически погиб в бою, ему посмертно присвоено звание Героя Советского Союза.
В итоге деморализованные остатки словацких войск были выведены из России и направлены немецким командованием в Италию, Румынию и Венгрию, где использовались как строительные части (переименованы в «Техническую дивизию»).

## Словацкое национальное восстание

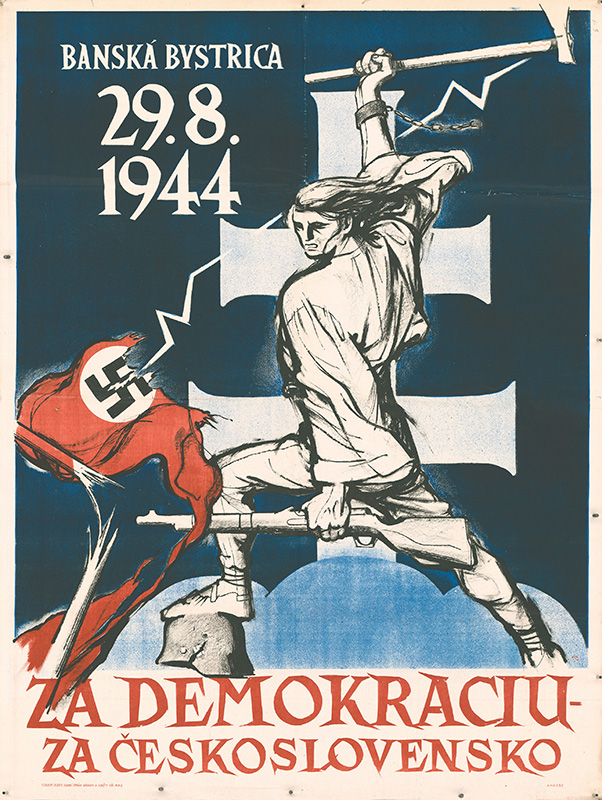
Антифашистский словацкий плакат

Тем не менее Словацкая армия продолжала существовать и немецкое командование предполагало использовать её для создания оборонительного рубежа в Бескидах. К августу 1944 года всем стало ясно, что война проиграна и во всех балканских странах началось движение в пользу поиска путей выхода из войны. Ещё в июле Национальный совет Словакии начал готовить вооружённое выступление с участием расположенного в Восточной Словакии хорошо вооружённого и обученного армейского корпуса численностью до 24 000 человек. Предполагалось, что словацкие солдаты займут в немецком тылу важнейшие перевалы в горном хребте Бескид и тем самым откроют путь в центральную Словакию подошедшим частям Советской Армии. К тому же находящиеся в центральной части Словакии 14 000 словацких солдат предполагалось использовать, как центр вооружённого сопротивления в районе Банска-Быстрица. Одновременно активизировались и действия партизан, что убедило немецкое командование в неизбежности восстания в их тылу.
К концу августа 1944 года в результате Львовско-Сандомирской наступательной операции войска 1-го Украинского фронта маршала И. С. Конева с боями вышли в предгорья Карпат. Им противостояла немецкая армейская группа «Хейнрици», названная так по имени её командующего генерал-полковника Готхарда Хенрици.
27 августа 1944 взбунтовавшиеся словацкие солдаты убили на одном из вокзалов проезжавших 22 немецких офицеров, что вызвало немедленную реакцию немецких властей. Тогда же в центральной Словакии удалось поднять восстание, в котором приняло участие 47 000 человек. 31 августа германское командование отдало приказ о разоружении словацких войск, и в течение двух дней войска ваффен-СС численностью в 10 000 под командованием обергруппенфюрера и генерала войск СС Готтлоба Бергера (назначенного высшим руководителем СС и полиции в Словакии) выполнила данный приказ. Этому способствовало то, что планирующие восстание руководители (Чатлош, Голиан, Малар) действовали нерешительно, увлеклись разработкой планов и почти не принимали организационных подготовительных реальных действий, разработанные планы не доводили до командования словацких войск, полагая, что те и так беспрекословно выполнят любой их приказ). В итоге разоружение Восточнословацкого корпуса было произведено немцами практически без сопротивления и оказалось для восставших полной неожиданностью, и немцам удалось относительно быстро ликвидировать возникшую в их тылу опасность.
Тем не менее восставшим удалось в течение двух месяцев удерживать в своих руках район города Банска-Быстрица, в то время как весь сентябрь и октябрь 1944 года велись ожесточённые сражения за Дукельский перевал между немецкими и советскими войсками. В этих боях отличился и понёс значительные потери 1-й чехословацкий армейский корпус генерала Людвика Свободы (национальный герой послевоенной Чехословакии и её восьмой президент). Перевал был взят штурмом 6 октября, но немцы успели создать за ним несколько мощных линий обороны и не допустили прорыва поредевших советских войск в Восточную Словакию. После войны на перевале был поставлен памятник погибшим 85 000 советским и чехословацким солдатам. Советские войска в октябре смогли выбить немцев только из Закарпатской Украины, взяв Ужгород 27 октября.

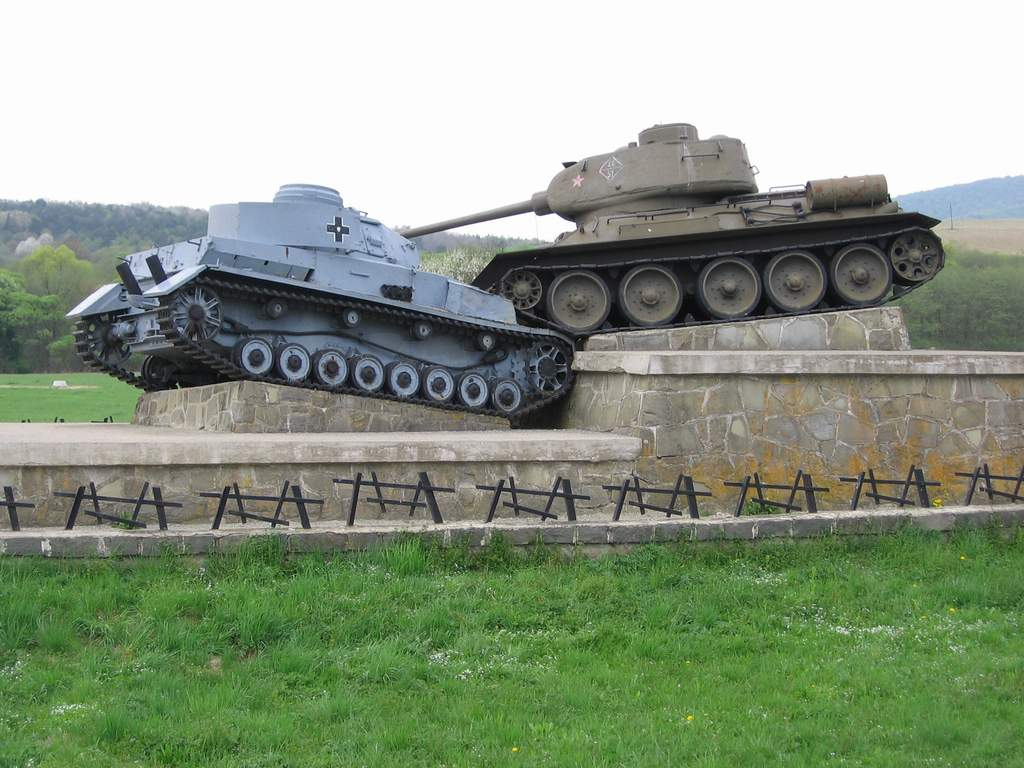
Памятник боям на Дукле

Окончательно Словацкое восстание было подавлено введёнными в действие тремя немецкими дивизиями. Решающее наступление против восставших немцы начали 18 октября 1944 года. 27 октября немцы захватили Банска-Быстрицу. В этом принимали участие и вооружённые отряды карпатских немцев. Во время карательных операций немцев погибло около 25 000 человек из словацкого мирного населения. Около трети участников восстания разбежалось по домам, несколько тысяч оказалось в немецких концлагерях. Часть восставших ушла в партизаны и продолжала борьбу до соединения с Красной Армией.
Эта победа немецкой армии в историческом смысле стала самой последней победой, которую Вермахт сумел одержать над армией другого государства. Одновременно она подвела к своему концу т. н. «Словацкую республику», ставшей чисто номинальной: вся реальная власть в Словакии перешла в руки немецкой оккупационной администрации.

## Последующие события
После подавления восстания немецкое командование требовало от руководства Словацкой республики формировать новые части, но все они немедленно поступали под прямое руководство немецкого командования или включались в состав немецких частей. Правительство Штефана Тисо, имея в своём распоряжении к концу сентября 6 955 солдат и офицеров, к концу года довело число военнослужащих словацкой армии (тогда она получила наименование «Домобрана») до 23 000 человек, а к концу января — до 41 500 человек.
Но с началом наступления советских войск по территории Словакии (Западно-Карпатская и Моравско-Остравская наступательные операции) Домобрана начала стремительно разваливаться. Дезертирство и переход на сторону советских войск носили массовый характер. В итоге немцы вывели словацкие части в Венгрию, Австрию и даже в северную Италию, где они, не имея вооружения, использовались только на строительстве оборонительных сооружений. Во время Венской операции в конце марта 1945 года на территории Австрии советским войскам сдалось около 3 тысяч расположенных там словацких солдат (в том числе и сам командир «Технической дивизии»). Последние тыловые словацкие части капитулировали в мае 1945 года под Прагой.
Также в начале сентября 1944 года немцы из наиболее верных своих сторонников-словаков сформировали кавалерийский словацкий полк СС, затем переданный в 8-ю кавалерийскую дивизию СС «Флориан Гайер». Он попал в окружение в Будапеште и при попытке прорыва из окружения в последние дни битвы за Будапешт был практически полностью уничтожен Красной Армией.
Проживавшие в Словакии этнические немцы («фольксдойче») в конце войны массово призывались в вооружённые силы Германии. Только в войсках СС на январь 1945 года их насчитывалось 8 500 человек. Их потери на фронте включены в потери германской армии и войск СС.

## Потери на советско-германском фронте
На советско-германском фронте (июль 1941 — август 1944) словацкая армия потеряла 11 163 человека, из них безвозвратные потери — 6765 человек, санитарные — 4398 человек. Из числа безвозвратных потерь: погибло и умерло 1565 человек; попало в плен 5200. Умерло в советском плену 300 словацких военнопленных. Репатриация словацких пленных на родину была проведена одной из первых и завершилась уже к февралю 1946 года (в плену оставался только ряд офицеров, подозреваемых в совершении военных преступлений на оккупированной территории, но позднее они также были репатриированы).

## Словакия и англо-американские бомбардировки

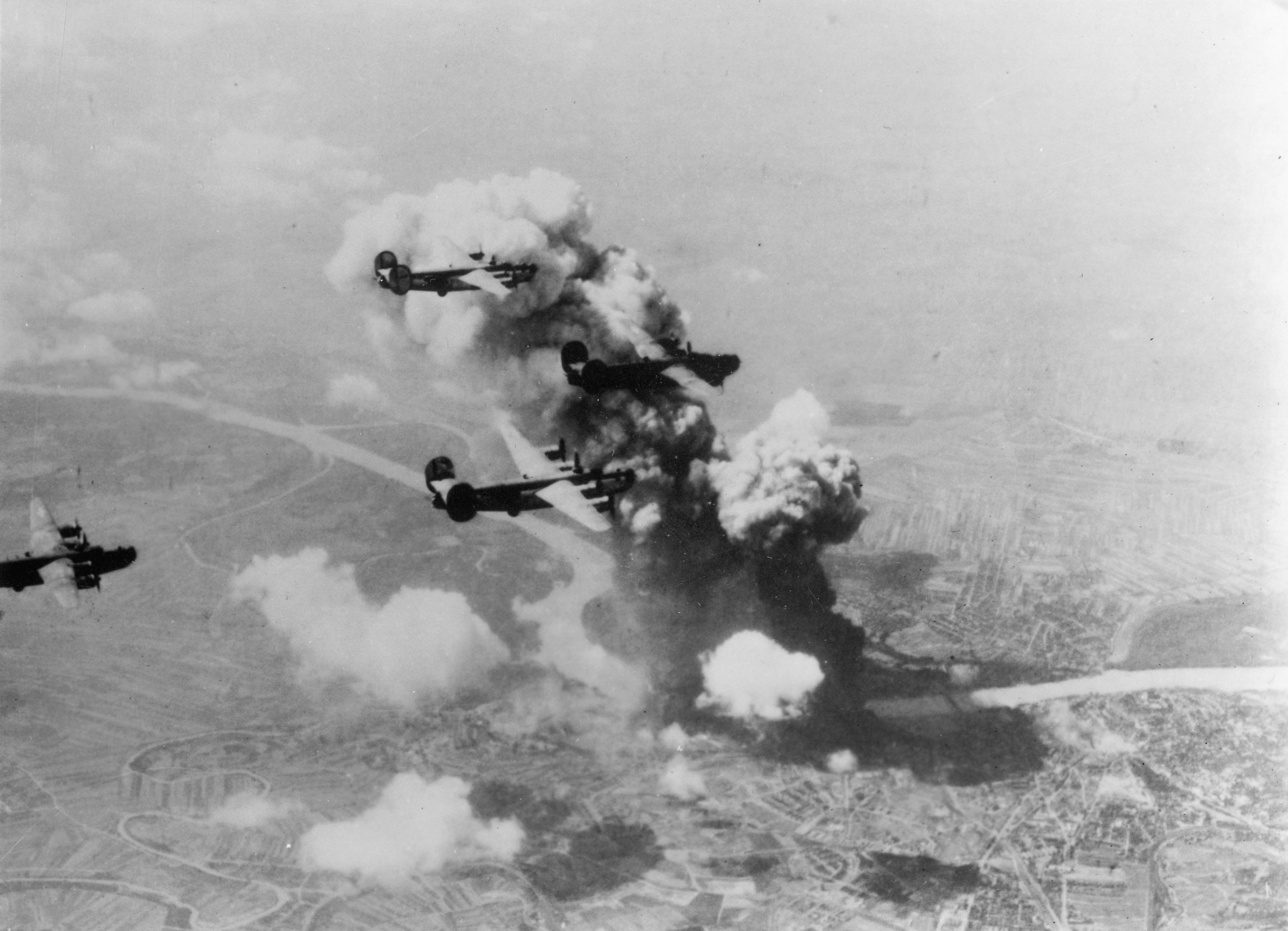
Бомбардировщики Consolidated B-24 Liberator в небе над Братиславой 16 июня 1944 года

12 декабря 1941 года Словакия объявила войну США и Великобритании. Около двух лет эта война была чисто «бумажной», но к концу 1943 года англо-американская авиация с аэродромов Италии приступила к массированным бомбардировкам объектов в Восточной и Центральной Европе. Атакуя цели в Чехии и Австрии, англо-американская авиация проходила через воздушное пространство Словакии, но от боевых действий противники взаимно уклонялись. 16 июня 1944 года Словакию впервые атаковали, уничтожив нефтеперерабатывающий завод у Братиславы. 26 июня состоялся первый воздушный бой, в котором ценой потери 6 истребителей Messerschmitt Bf.109 словаки смогли сбить только 1 бомбардировщик «Либерейтор» и ещё два смогли повредить (при этом погибли 3 словацких лётчика и один получил тяжёлое ранение). О иных боевых столкновениях с англо-американской авиацией информации нет.

## Отражение в искусстве
- Доминик Татарка. Республика попов : Роман / Пер. со словац. [Н. Аросевой]. — М.: Прогресс, 1966. — 301 с.
- Роман немецкого писателя Дитера Нолля «Приключения Вернера Хольта».